# Mambety for Ever
Pour plus de détails, voir Fiche technique et Distribution.
Mambety for Ever est un documentaire franco-camerounais réalisé en 2008.

## Synopsis
Film inédit qui permet d’en savoir plus sur la personne et l’œuvre immensément riche de Djibril Diop Mambety à travers le témoignage de divers cinéastes, de quelques critiques, d’un acteur, du frère et du fils de Mambety.

## Fiche technique
- Réalisation : Aïssatou Bah et Guy Padja
- Production : Sud Plateau TV
- Scénario : Aïssatou Bah, Guy Padja
- Montage : Nathalie Bertaux
- Image : Mathias Kalin
- Son : Thierry Dufour
- Musique : Wasis Diop, Teemour Diop Mambéty
- Interprètes : Wasis Diop, Teemour Diop Mambéty, Brice Ahounou, Catherine Ruelle, Cheick Fantamady Camara, Mahamt Saleh Haroun, Abderrahmane Sissako, Mahama Johnson Traoré, Newton Aduaka, Gérard Essomba, Osange Silou, Thierno Ibrahima Dia